# Hydropsyche yenisar
Hydropsyche yenisar là một loài Trichoptera trong họ Hydropsychidae. Chúng phân bố ở miền Cổ bắc.